# Husarentempel

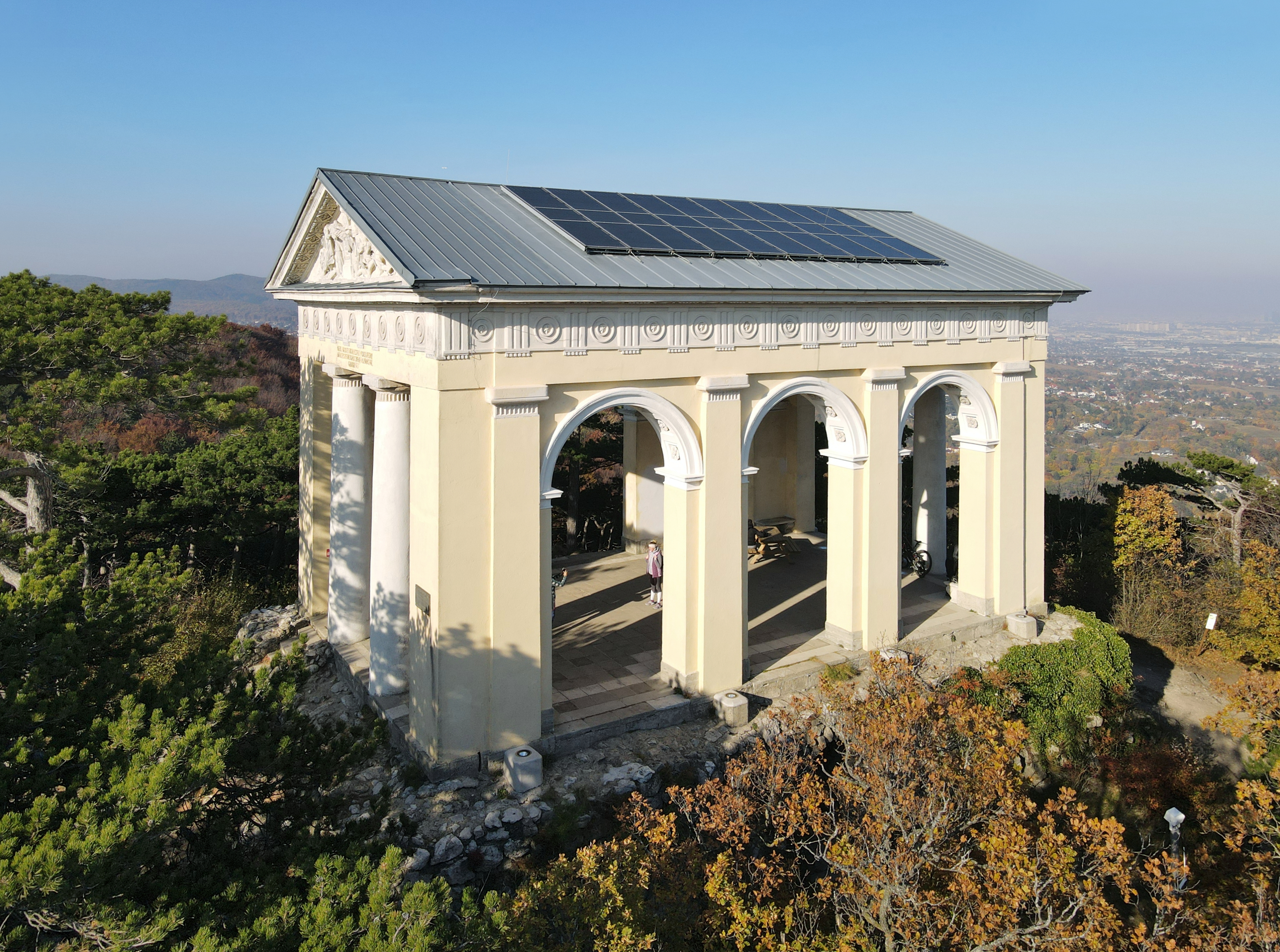
Husarentempel

Blick vom Husarentempel über Wien

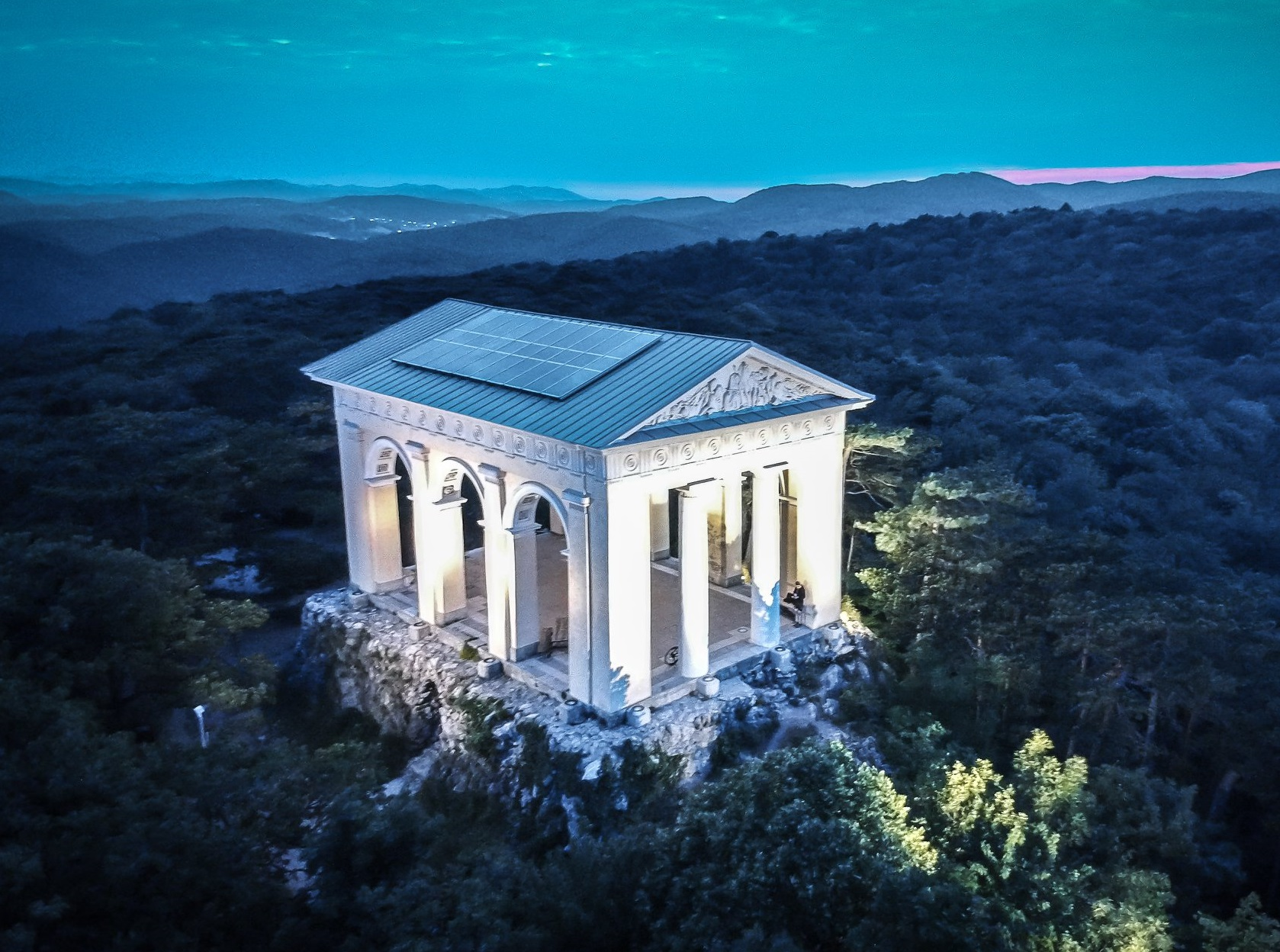
Luftbild bei Nacht

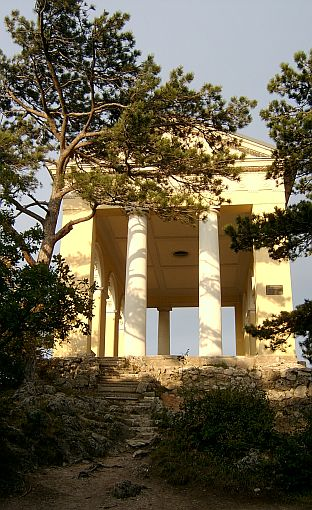
Westansicht des Husarentempel

Der Husarentempel ist ein klassizistischer Bau auf dem Südostgipfel (494 m ü. A.) des Kleinen Anningers (496 m ü. A.) im Naturpark Föhrenberge im Gemeindegebiet von Mödling. Der Tempel ist eine der vielen künstlichen Ruinen des Liechtensteinischen Landschaftspark, die im Umkreis der Burg Liechtenstein, der Stammburg des Herrschaftshauses des Fürstentums Liechtenstein, gebaut wurden.

## Geschichte
Der ursprüngliche Bau war im Auftrag von Fürst Johann I. Josef von Liechtenstein von dem Architekten Joseph Hardtmuth zwischen 1809 und 1811 in Holzbauweise hergestellt worden. Dabei wurden die gerodeten Berghänge mit der für die Gegend typischen Schirmföhre aufgeforstet. Es stürzten jedoch ein benachbarter Aussichtsturm mit dem Namen und Thema „Trajanische Säule“, Wintergarten und 1812 in einem Sturm der Tempel selbst ein.
Der heutige massiv ausgeführte Nachfolgerbau wurde im Jahr 1813 von Joseph Kornhäusel als „Tempel des Kriegsruhms“ errichtet. Er ist den Gefallenen der Schlacht bei Aspern gewidmet. Die Grabstätten im Innern enthalten die Körper von fünf Soldaten aus dieser Schlacht. Sie werden auch heute noch von der Stadt Mödling als Ehrengräber behandelt.

## Ausflugsziel
Der Tempel ist vom Wiener Becken weithin sichtbar. Deshalb hat im Jahr 1999, neben der Renovierung durch die Stadt Mödling, der Stromversorger Wien-Energie in einem Gemeinschaftsprojekt mit der HTL Mödling eine Beleuchtung des Tempels installiert, die aus Solarenergie gespeist wird.